# Gaio Ceionio Rufio Volusiano Lampadio
Gaio Ceonio (o Ceionio) Rufo (o Rufio) Volusiano Lampadio (latino: Gaius Ceonius o Ceionius Rufus o Rufius Volusianus Lampadius; fl. 354–365) è stato un funzionario dell'Impero romano, praefectus urbi nel 365.

## Biografia

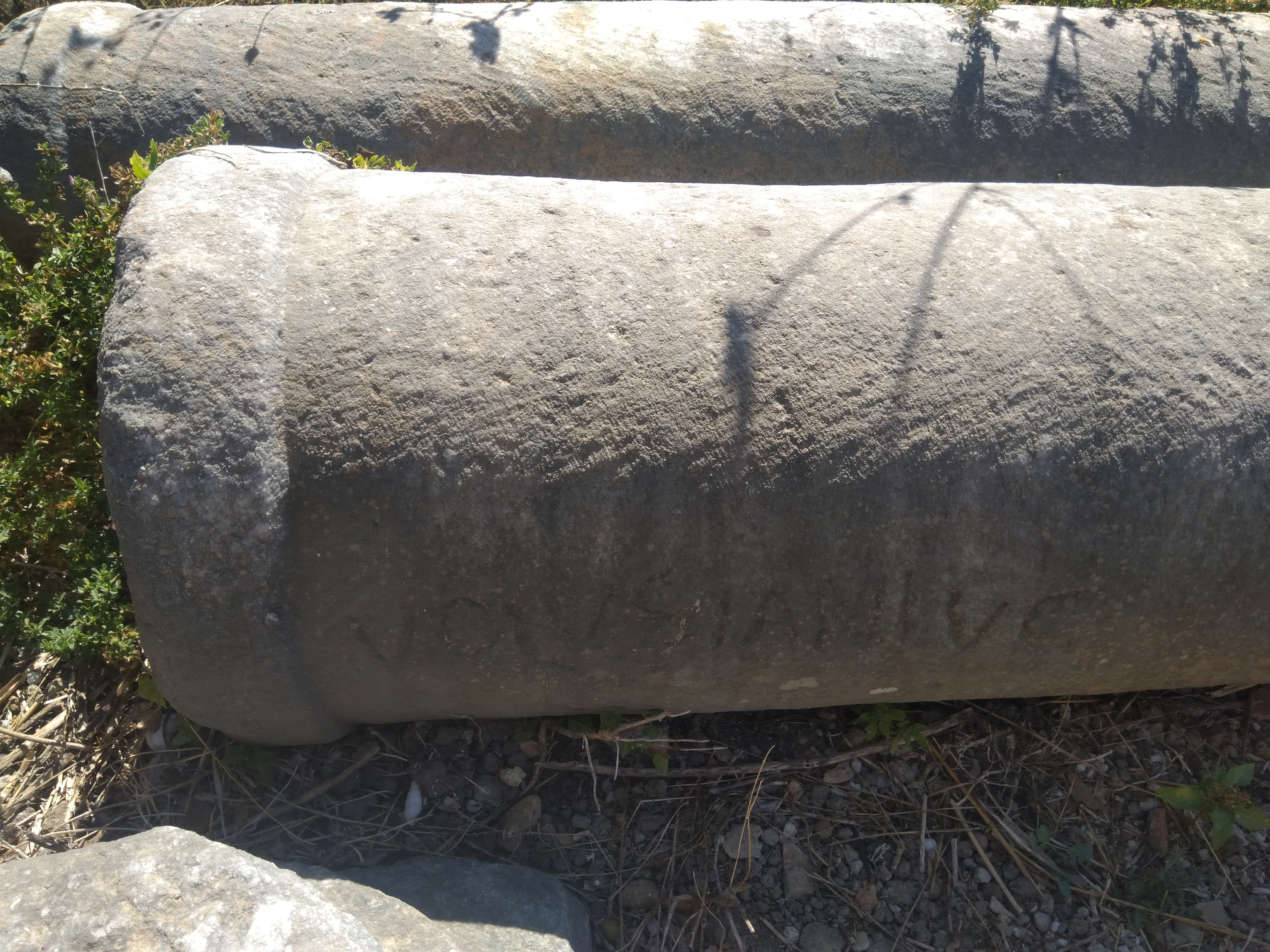
Colonna con iscritto il nome «Volusianus», probabilmente un riferimento a Volusiano Lampadio. Da Ostia antica, Regio III, Tempio dei Fabri Navales

Mentre era pretore (probabilmente negli ultimi anni del regno di Costantino I, attorno al 337) organizzò dei giochi con distribuzione di beni alla plebe, causandone però la sommossa. All'inizio le cose andarono bene: i suoi giochi erano «magnifici», la sua prodigalità «esuberante»; poi, però, la plebe gli chiese di donare largamente a personaggi che non lo meritavano, e un editor si mise ad insultare i passanti. Lampadio decise di mostrare la propria generosità e il proprio sdegno per la plebe: raccolse allora dei mendicanti che vivevano al Colle Vaticano (probabilmente di donazioni legate al soglio papale) e li rese ricchi con dei doni; la plebe, che considerava questi poveri come qualcosa che le era estraneo e che non aveva diritto a ricevere donazioni in occasione dei giochi, si rivoltò.
Nel 354 premette affinché Costanzo mettesse agli arresti il proprio cugino e cesare d'Oriente Costanzo Gallo: quando Gallo cadde in disgrazia e fu ucciso, il prefetto della Gallia, Vulcacio Rufino, fu rimosso perché suo parente, e Lampadio ne prese il posto. Secondo alcune voci, nel 355, assieme all'ex-comes rei privatae Eusebio e all'ex-magister memoriae Edesio, convinse l'actuarius Dinamio a contraffare le lettere di Claudio Silvano in modo che apparisse un traditore agli occhi dell'imperatore Costanzo II.
Nel 365–366 raggiunse l'apice della carriera, assumendo la magistratura di praefectus urbi: nel 365 si rifiutò di pagare i materiali utilizzati per il restauro dei monumenti della città, che aveva acquistato da commercianti plebei, i quali si rivoltarono, costringendolo a rinchiudersi a Ponte Milvio. Gli fu anche contestato di apporre sui monumenti riparati il proprio nome come edificatore e non come restauratore.

## Famiglia
La moglie di Volusiano, Cecina Lolliana (Caecina Lolliana), era sacerdotessa di Iside; un loro figlio, Lolliano, celebrò Cerere e Attis in un taurobolium il 23 maggio 370; l'altro, Ceionio Rufio Albino, praefectus urbi nel 389, fu un pagano del circolo descritto nei Saturnalia di Ambrogio Teodosio Macrobio. Malgrado questi indizi di una famiglia pagana, è probabile che Volusiano fosse cristiano, per lo meno durante il regno di Costantino I, i cui funzionari erano scelti prevalentemente tra i cristiani. La sua domus si trovava nei pressi delle Terme di Costantino sul Collis Salutaris, il Quirinale.
Tra i suoi discendenti vi era quel Rufio Antonio Agripio Volusiano (Rufius Antonius Agrypius Volusianus) che fu praefectus urbi nel 417–418.

## Giudizio
La vita di Lampadio è riportata dallo storico contemporaneo Ammiano Marcellino in termini estremamente negativi. Sebbene Ammiano ammetta che Lampadio era "talvolta severo e onesto", lo raffigura come una persona vacua, introducendolo con l'affermazione che Lampadio si era risentito per non essere onorato per la sua notevole capacità di sputare. In realtà la descrizione di Ammiano va pesata considerando la sua parzialità: il mentore di Ammiano, Ursicino, viene raffigurato dallo storico come un personaggio onesto ostacolato dagli intrighi di corte, come già Silvano, dunque i nemici di Silvano sono trattati col disprezzo degno dei nemici di Ursicino.

### Fonti primarie
- Ammiano Marcellino, Res Gestae, xxvii.3.5-10

### Fonti secondarie
- Banchich, Thomas M., "Gallus Caesar (15 March 351 - 354 A.D.)", De Imperatoribus Romanis (1997), su roman-emperors.org.
- Lomas, Kathryn, e Tim Cornell, Bread and Circuses: Euergetism and Municipal Patronage in Roman Italy, Routledge, 2002, ISBN 0415146895